# Tragwerksplaner
Der Tragwerksplaner (umgangssprachlich auch Statiker) entwirft das Tragwerk von Gebäuden, Ingenieurbauwerken und anderen baulichen Anlagen. Er gehört zu den Projektanten eines Bauvorhabens. Meist erstellt er den nach dem Bauordnungsrecht erforderlichen Standsicherheitsnachweis.
Grundlage seiner statischen Berechnungen sind Last- und Tragfähigkeitsannahmen sowie Berechnungsmodelle, die er üblicherweise den entsprechenden Normen (Allgemein anerkannte Regeln der Technik) entnimmt. Die Tätigkeit des Tragwerksplaners kann mit weiteren Aufgaben wie z. B. der Wärmeschutzberechnung oder dem Brandschutznachweis verbunden sein.
Ziel seiner Tragwerksplanung ist es, die erforderliche Tragfähigkeit und Gebrauchstauglichkeit einer Baukonstruktion während der vorgesehenen Lebensdauer mit den Forderungen nach Wirtschaftlichkeit und Ästhetik in Einklang zu bringen. Zur Umsetzung dieser Aufgabenstellung wird meist die statische Berechnung angewandt, welche auf den Regeln der Baustatik beruht. In Ausnahmefällen dienen Versuche als Nachweis der Realisierbarkeit.
Ein verantwortlicher Baustatiker oder Tragwerksplaner wird oft umgangssprachlich als Statiker bezeichnet.

## Situation in Deutschland
Im Sinne des Bauordnungsrechts ist in Deutschland der Tragwerksplaner als Entwurfsverfasser oder als ein vom Entwurfsverfasser oder vom Bauherrn herangezogener Sachverständiger tätig. Als Entwurfsverfasser hat er dafür zu sorgen, dass die für die Ausführung notwendigen Zeichnungen, Berechnungen und Anweisungen geliefert werden und den genehmigten
Bauvorlagen, den öffentlich-rechtlichen Vorschriften und den als Technische Baubestimmungen eingeführten technischen Regeln entsprechen.
Im Regelfall ist der Tragwerksplaner ein Bauingenieur. Im Rahmen seines Studiums werden diesem umfassende Kenntnisse sowohl der Statik von Tragstrukturen als auch der baustoffspezifischen Bemessungen (Beton- und Stahlbetonbau, Holz- und Stahlbau, Grundbau usw.) vermittelt.
Auch dem Großteil der Architekten werden während der Ausbildung in der Tragwerkslehre die Grundprinzipien zur Planung der Tragwerke erläutert. Bei den staatlich geprüften Bautechnikern und den Bauhandwerksmeistern (Zimmerer- und Maurermeister) gehören grundlegende Statikkenntnisse ebenfalls zur Ausbildung. Architekten, Bautechniker und Handwerksmeister sollen so in die Lage versetzt werden, Statiken zu lesen und zu verstehen. Zimmerermeister haben früher selbst Statiken angefertigt.
Eine offizielle Beschreibung der Tätigkeitsbereiche des Tragwerksplaners gibt es für Deutschland in der Honorarordnung für Architekten und Ingenieure.